# Elecciones al Parlamento de Cantabria
Las elecciones al Parlamento de Cantabria son las elecciones autonómicas en las que los ciudadanos de Cantabria eligen a los miembros del Parlamento de Cantabria. Estas elecciones se celebran el cuarto domingo de mayo cada cuatro años. Las últimas se celebraron en 2023.

## Legislación
La legislación para las elecciones al Parlamento de Cantabria está compuesta por la Constitución española de 1978, la Ley Orgánica del Régimen Electoral General (LOREG) de 1985, el Estatuto de Autonomía de Cantabria de 1981 —modificado por última vez en 2010— y la Ley 5/1987, de 27 de marzo, de Elecciones a la Asamblea Regional de Cantabria —modificada por última vez en 2012—.

## Convocatoria
Las elecciones autonómicas son convocadas por el presidente de Cantabria. Se celebran el cuarto domingo de mayo de cada cuatro años, coincidiendo con las elecciones municipales y las elecciones autonómicas de la mayoría de comunidades autónomas. Desde la reforma del estatuto de autonomía de 1998, el presidente de Cantabria puede disolver de forma anticipada el Parlamento y convocar elecciones. No obstante, la nueva Cámara que resulta de la convocatoria electoral tiene un mandato limitado por el término natural de la legislatura original. Así, las elecciones siguientes se siguen celebrando el cuarto domingo de mayo de cada cuatro años. Además, no se puede disolver el Parlamento de forma anticipada durante el primer período de sesiones de la legislatura, ni durante el último año de legislatura, ni durante el primer año desde la última disolución anticipada, ni durante la tramitación de una moción de censura, ni cuando está convocado un proceso electoral estatal. Nunca se han adelantado las elecciones al Parlamento de Cantabria.

## Sistema electoral

Diputados por circunscripción.

El Estatuto de Autonomía de Cantabria de 1981 establece que los miembros del Parlamento de Cantabria son elegidos mediante sufragio universal, igual, libre, directo y secreto. También establece que el Parlamento debe estar compuesto por un mínimo de treinta y cinco diputados y un máximo de cuarenta y cinco. La Ley Electoral de Cantabria establece su composición en treinta y cinco diputados. Los parlamentarios se eligen mediante escrutinio proporcional plurinominal con listas cerradas en cada circunscripción electoral.
La circunscripción electoral del Parlamento de Cantabria es única y comprende todo el territorio de Cantabria. La asignación de escaños a las listas electorales se realiza mediante el sistema D'Hondt. La barrera electoral es del 5% de los votos válidos de la circunscripción.
Desde la reforma de la LOREG de 2007 en las elecciones autonómicas de todas las comunidades autónomas las candidaturas deben presentar listas electorales con una composición equilibrada de hombres y mujeres, de forma que cada sexo suponga al menos el 40% de la lista. Esta reforma fue recurrida por el Grupo Parlamentario Popular del Congreso de los Diputados ante el Tribunal Constitucional, que en 2008 concluyó que la reforma sí era constitucional.